# Neptis biafra
Neptis biafra är en fjärilsart som beskrevs av Ward 1871. Neptis biafra ingår i släktet Neptis och familjen praktfjärilar. Inga underarter finns listade i Catalogue of Life.